# Ablaut indoeuropeo
En lingüística, el término ablaut designa un sistema de alternancias vocálicas (en especial, variaciones regulares) en el protoindoeuropeo y sus lejanas consecuencias en todas las modernas lenguas indoeuropeas. Algunos ejemplos de restos del antiguo ablaut reflejado en las lenguas modernas son:
- Los verbos irregulares de inglés y otras lenguas germánicas tipo sing - sang - sung 'canto, canté - cantado'.
- Las irregularidades heredadas en el verbo ser en español soy - eres - es - somos, donde alternan las formas de la raíz so- / es-~er-, son un reflejo de la misma irregularidad en latín, que a su vez es un reflejo de la conjugación regular del antiguo protoindoeuropeo.
- Muchas palabras latinas ocurren en pares e/o de origen apofónico: (pro)tegere ('cubrir, proteger'); toga ('toga, prenda de vestir de cuerpo completo'), etc.

El término ablaut (del alemán ab-, en el sentido de "débil, reducido", + Laut, "sonido") fue acuñado a comienzos del siglo XIX por el lingüista Jacob Grimm, aunque el fenómeno había sido descrito ya por el holandés Lambert ten Kate en su libro Gemeenschap tussen de Gottische spraeke en de Nederduytsche ("Familiaridades entre la lengua gótica y el holandés", 1710).
El ablaut indoeuropeo era un procedimiento morfológico regular, a diferencia de otros tipos de alternancias vocálicas similares como son la metafonía o la apofonía. Un ejemplo de alternancia vocálica en español son las formas tipo poder, puedo, pude. La sinarmonía vocálica es otro ejemplo de alternancia regular, que se presenta en lenguas urálicas y altaicas.

## Consideraciones preliminares
La gradación vocálica es cualquier diferencia entre las vocales de dos palabras relacionadas (p. ej. bueno y bien) o dos formas de la misma palabra (p.ej. tengo y tienes). La diferencia no tiene por qué ser indicada en la ortografía. Hay muchas formas de gradación vocálica en español, como en muchas otras lenguas, y éstas son discutidas en el artículo apofonía. 
Para el estudio de las lenguas europeas, uno de los casos más importantes de gradación vocálica es el fenómeno histórico indoeuropeo llamado ablaut, derivados del cual podemos ver en los verbos españoles vengo, viene, vino, o duermo, dormía, durmamos. Para muchos casos es suficiente con clasificarlos como irregulares, pero si queremos comprender por qué lo son (y por tanto por qué son completamente regulares en su marco histórico) necesitamos internarnos en la gramática del idioma reconstruido. Esto es inevitablemente un poco técnico, pero compensa el esfuerzo por la iluminación que supone en la comprensión de los entresijos de la historia del español y otras lenguas europeas.
El ablaut es la única, más antigua y extensa fuente de la gradación vocálica en las lenguas indoeuropeas. Debemos distinguirlo claramente de otras formas de gradación que se desarrollaron posteriormente, como el Umlaut germánico (man/men [singular y plural de "hombre"], goose/geese [singular y plural de "ganso"], long/length [adjetivo y sustantivo de la idea de longitud], think/thought [presente y perfecto de "pensar"]) o los resultados de los modelos de acentuación ingleses (man/woman ["hombre"/"mujer"], photograph/photography ["fotógrafo"/"fotografía"]). Confusamente, en algunos contextos, se pueden usar los términos 'ablaut', 'gradación vocálica', 'apofonía' y 'alternancia vocálica' como sinónimos, pero los lingüistas prefieren reservar el 'ablaut' para el fenómeno específico del IE, que era la intención de quienes acuñaron el término por primera vez.

## Ablaut en indoeuropeo
El PIE tenía una serie apofónica regular que enfrentaba los cinco sonidos vocálicos e/ē/o/ō/Ø.
Esto significa que en diferentes formas de la misma palabra, o en palabras distintas aunque emparentadas, la vocal básica, una /e/ corta, podría ser reemplazada por una /ē/ larga, una /o/ corta o una /ō/ larga, o podría desaparecer (transcrito como Ø). 
| cero | corto | largo |
| Ø    | e     | ē     |
| Ø    | o     | ō     |
Cuando una sílaba tiene una e corta, se dice que está en «grado e»; cuando no tiene vocal, en el «grado cero», etc. Nótese que cuando nos referimos simplemente al grado e o al o, queremos decir las formas cortas, a menos que se especifique lo contrario. El grado e (corto) es llamado a veces «grado pleno».
Un ejemplo clásico de los cinco grados apofónicos en una sola raíz es el que proporcionan los diferentes casos de dos palabras griegas estrechamente emparentadas:
| grado apofónico  | IE reconstruido | griego       | (griego transcrito) | traducción                       |
| grado pleno e    | *ph₂-ter-m̥      | πα-'τέρ'-α   | pa-tér-a            | al padre (nombre, acusativo)     |
| grado alargado e | *ph₂-tēr        | πα-'τήρ'     | pa-tḗr              | padre (nombre, nominativo)       |
| grado cero (Ø)   | *ph₂-tr-os      | πα-'τρ'-ός   | pa-tr-ós            | del padre (nombre, genitivo)     |
| grado pleno o    | *n̥-ph₂-tor-m̥    | ἀ-πά-'τορ'-α | a-pá-tor-a          | sin padre (adjetivo, acusativo)  |
| grado alargado o | *n̥-ph₂-tōr      | ἀ-πά-'τωρ'   | a-pá-tōr            | sin padre (adjetivo, nominativo) |
Nos interesamos aquí por la sílaba en negrita. Es importante considerar cuál es la sílaba que carga con el acento - la cursiva, y en griego, con una tilde -. En este sencillo y atípico ejemplo, vemos un cambio al grado cero cuando el acento se mueve a la sílaba siguiente, un cambio al grado o cuando el acento recae en la sílaba precedente, y un alargamiento de la vocal cuando no hay inflexión.
Hasta últimamente se ha especulado a menudo que el desarrollo histórico en el preindoeuropeo podría haber sido que un grado e original experimentó dos cambios según el contexto fonético: en ciertas circunstancias cambió a o corta o larga (grado o), y en otros desapareció por completo (grado cero). Sin embargo, ya que en muchas situaciones fonéticas con ablaut controlado éste nunca se ha desarrollado, la posición del acento en la palabra puede no haber sido un factor determinante después de todo. Y ya que hay muchos ejemplos contradictorios como p. ej. *deywó- y nom. pl. *-es que muestran un grado e pretónico y postónico, respectivamente, nunca seremos capaces de encontrar una regla infalible en cualquier caso. Por esto, ha habido recientemente un intento de analizar el ablaut del primitivo PIE en términos de introflexión y morfología de raíces y tipos. Esto ha mostrado que parece altamente probable que el PIE temprano fue del tipo morfológico de inflexión de las raíces, como lo fue el protosemítico (véase también en el artículo del "protoindoeuropeo").

## Grado cero
El grado cero de ablaut es el que causa la mayores dificultades a los estudiosos. En el caso de *ph2trós, que pudo haber sido pronunciado en PIE algo así como /pət-'ros/, no es difícil de imaginarlo como una contracción de un antiguo *ph2terós, quizás pronunciado /pət-er-'os/, siendo esta combinación de consonantes posible también en español. En otros casos, sin embargo, la ausencia de una vocal hace la sílaba impronunciable para el hablante de un idioma moderno de Europa Occidental.
Para comprender esto, uno debe ser consciente de que el PIE tuvo un número de sonidos que en principio eran consonantes, ya operativas en ciertos casos como vocales. Estamos hablando aquí de las cuatro sonoras silábicas, las tres laringales y las dos semivocales:
- Las sonoras silábicas son m, n, r y l, que podían actuar de consonantes como lo hacen en español, pero también podían formar ellas solas una sílaba completa; cuando esto ocurre, la transcribimos con un círculo pequeño bajo ellas (por razones técnicas en este artículo se usa un punto: ṃ, ṇ, etc). Compárese r y l en las lenguas eslavas modernas, o m y n en algunas lenguas africanas: en Srbija, la palabra serbia para "Serbia", la r tiene una función eminentemente vocálica; en la palabra africana Ngazija, el nombre de un lenguaje bantú, N- inicial debería ser pronunciada con un golpe de voz (plosión nasal), como una única sílaba, sin ayuda de una vocal.

- Las laringales podrían pronunciarse como consonantes, en cuyo caso probablemente eran variaciones del sonido h, de ahí que normalmente las transcribamos como h1, h2 y h3. Sin embargo podían cargar también con el acento de una sílaba, caso en que se parecían más a una vocal; luego algunos lingüistas prefieren transcribirlas como ə1, ə2 y ə3. La pronunciación vocálica pudo haber incluido en principio a los sonidos consonánticos con un Schwa muy leve antes o tras la consonante.

- En posiciones prevocálicas, los fonemas u e i eran semivocales, probablemente pronunciadas como las españolas peine y Maura, pero podían también convertirse en vocales simples cuando el ablaut vocálico siguiente tenía el grado cero. Cuando u e i se encontraban en posiciones posvocálicas, el resultado era un diptongo. Sin embargo, el ablaut aquí es regular, y aparece como sigue:

| grado e | grado o | grado cero |
| ei      | oi      | i          |
| eu      | ou      | u          |
Así, cualquiera de ellos podía reemplazar a la vocal con ablaut cuando se veía reducida al grado cero: el modelo CVrC (p. ej. *bʰergʰ-) pudo convertirse en CrC (*bʰrgʰ-).
Sin embargo, no todas las sílabas del PIE eran capaces de formar un grado cero; algunas estructuras consonánticas lo evitaron en casos particulares, o por completo. Así que, por ejemplo, aunque la forma plural del pretérito de un verbo fuerte germánico (v. sub) se deriva de este grado, las clases 4 y 5 tienen además vocales representando el grado e alargado, mientras que las raíces de estos verbos no podrían haber sostenido un grado cero en esta posición.
El grado cero ha sido atribuido a veces a una síncopa pre-PIE, pero, como hay grados tanto pretónicos como postónicos (p. ej. *deywó-, nom. pl. *-es etc.), ha quedado demostrado que es imposible explicar una norma para ello. Especialmente aquellos estudiosos que consideran el PIE temprano como un idioma semítico de inflexión de raíces más con morfología de raíces tipo (véase la nota al pie en "lengua protoindoeuropea, morfología") ahora rechazan la tradicional "hipótesis de la síncopa", ya que dentro de esta teoría el ablaut es considerado como originalmente consistente en una combinación de vocales que forman una melodía vocálica discontinua.

## Grado a
Hay aún un debate abierto sobre si el PIE tuvo una vocal a originalmente. En el PIE tardío, la desaparición de la laringal h2 pudo dejar una a residual que puede explicar su presencia en el idioma. Sin embargo, algunos argumentan que el grado e pudo a veces ser reemplazado por un grado a sin la influencia de una laringal. Esto es controvertido, pero podría ayudar a explicar las vocales de la clase 6 de los verbos germánicos, por ejemplo.

## Posterior desarrollo del ablaut
Aunque el PIE sólo tuvo esta única, básica y regular secuencia de ablaut, el desarrollo en las lenguas hijas es frecuentemente de lejos más complicado, y pocos reflejan el sistema original tan claramente como el griego. Varios factores como la armonía vocálica, la asimilación con nasales, o el efecto de la presencia de laringales en las raíces del indoeuropeo (IE) y su consecuente pérdida en la mayoría de las lenguas hijas, explican que un lenguaje pueda tener diferentes vocales heredadas de una misma en el idioma ancestral. Así, mientras que el ablaut sobrevive de alguna forma en todas las lenguas indoeuropeas, se convierte progresivamente en menos sistemático con el tiempo. En el germánico, por ejemplo, hay muchas secuencias de ablaut paralelas (pero aún regulares) pero en el inglés moderno las alteraciones vocálicas parecen ser completamente irregulares. 
El ablaut explica las diferencias vocálicas entre palabras relacionadas del mismo idioma. Por ejemplo:
- Los ingleses fetch (traer) y foot (pie) vienen de la misma raíz del IE *ped-, con la idea común de "movimiento". La primera viene del grado e, la última del grado o alargado.
- Los alemanes Berg (colina) y Burg (ciudad amurallada) vienen ambos de la raíz *bʰergʰ-, que posiblemente significaba "alto". La primera viene del grado e, la última del grado cero. (El grado cero seguido de r se convierte en ur en germánico.)

El ablaut también explica las diferencias vocálicas entre cognados de diferentes lenguas.
- El español diente viene del latín dens, dentis, que está obviamente relacionado con el germánico *tanþ-uz y el griego ὀδούς, ὀδόντος (mismo significado), de los que conocemos en español las palabras dentista y odontólogo. La raíz IE reconstruida es idéntica a la forma latina: *dent-. Las diferencias consonánticas pueden ser explicadas por los cambios regulares de los sonidos en el germánico primitivo, pero no las diferencias vocálicas: por las leyes regulares de los cambios sonoros, la a germánica proviene de la o del PIE. La explicación es que las palabras germánica y griega proceden del grado o, mientras que la latina del grado e.
- El español pie procede del latín pes, pedis, procedente a su vez del grado o. El griego πούς, ποδός y el inglés foot (cf. español cefalópodo y fútbol), provienen del grado o alargado y del grado e respectivamente.

(Nótese que en discusiones sobre el léxico, normalmente citamos las raíces del IE en grado e y sin inflexiones)

## Ablaut y función gramatical
En el PIE había todavía diferencias de ablaut entre los paradigmas de verbos y nombres. Estos no eran los principales marcadores de la forma gramatical, ya que el sistema inflectivo servía para este propósito, pero debieron ser importantes características secundarias.
Como ejemplo de ablaut en el paradigma de un nombre en PIE, podríamos tomar *pertus, del cual derivan el latín porta y el inglés ford.
|            |            | raíz (p-r) | sufijo (t-u) |
| Nominativo | *per-tu-s  | grado e    | grado cero   |
| Acusativo  | *per-tu-m  | grado e    | grado cero   |
| Genitivo   | *pṛ-teu-s  | grado cero | grado e      |
| Dativo     | *pṛ-teu-ei | grado cero | grado e      |
Un ejemplo en un verbo: *bʰeidʰonom "esperar" (cf. escocés "bide").
| Infinitivo             | *bʰeidʰ-ono-m | grado e    |                           |
| Perfecto (3ª singular) | *bʰe-bʰoidʰ-e | grado o    | (nótese la reduplicación) |
| Perfecto (3ª plural)   | *bʰe-bʰidʰ-nt | grado cero | (nótese la reduplicación) |
En las lenguas hijas, se convirtió en un indicador importante de las distinciones gramaticales. El cambio de vocal en el verbo fuerte germánico, por ejemplo, es el descendiente directo del que vimos en el paradigma verbal del verbo indoeuropeo. Ejemplos en el inglés moderno son: 
| Infinitivo | Pretérito | Participio |              |
| sing       | sang      | sung       | "cantar"     |
| give       | gave      | given      | "dar"        |
| strive     | strove    | striven    | "esforzarse" |
| dig        | dug       | dug        | "cavar"      |
Fue en este contexto de los verbos germánicos en el que fue descrito por primera vez el ablaut, y esto es aún lo que la mayoría de la gente asocia con el fenómeno, sobre todo en los países angloparlantes. Puede encontrarse una descripción más completa del ablaut operante en los verbos ingleses, alemanes y neerlandeses en el artículo verbo fuerte germánico. 
El mismo fenómeno puede observarse en las tablas de verbos del latín, griego y sánscrito. Son ejemplos de ablaut como indicador gramatical los cambios vocálicos en las formas de perfecto de los verbos latinos.
| Presente | Perfecto |            |                           |
| ago      | egi      | "hacer"    |                           |
| video    | vīdi     | "ver"      | (alargamiento vocálico)   |
| sedeo    | sēdi     | "sentarse" | (alargamiento vocálico)   |
| cado     | cecidi   | "caer"     | (nótese la reduplicación) |
El ablaut puede explicar a menudo irregularidades aparentemente aleatorias. Por ejemplo, el verbo "ser" en latín tiene las formas est (es) y sunt (son). Las formas equivalentes en germánico son muy similares: ist y sind. Las diferencias entre singular y plural en ambas lenguas son fácilmente explicables: la raíz del PIE tardío es *es- (derivado a su vez de un primitivo h1es- con la consecuente pérdida de la laringal). En singular, la raíz está acentuada, así que permanece en grado e, y toma la terminación -t. En el plural, sin embargo, la terminación -nt estaba acentuada, causando que la raíz se redujera al grado cero: *es-ṇt → *s-ṇt. Cuando, mucho después, las lenguas hijas se hicieron incompatibles con esta plosión nasal, introdujeron vocales compensatorias tras la /s/. Véase el artículo principal: Verbo copulativo indoeuropeo.
Algunas de las funciones morfológicas de los diferentes grados son las que siguen:
grado e:
- Presente simple de verbos temáticos; raíz acentuada.
- Singular del presente de los verbos atemáticos; raíz acentuada.
- Acusativo y vocativo singular, nominativo/acusativo/vocativo dual y nominativo plural de los sustantivos.

grado o:
- Formas nominales del verbo con acento en la última sílaba.
- Presente simple de verbos causativos; raíz no acentuada.
- Singular del perfecto simple.

grado cero:
- Dual y plural del presente simple de los verbos atemáticos; acento al final.
- Dual y plural del perfecto simple; acento al final.
- Participio de perfecto; acento al final.
- Algunos verbos en aoristo (el aoristo II o temático del griego).
- Oblicuo singular/dual/plural, acusativo plural de los sustantivos.

grado alargado:
- Nominativo singular de muchos nombres.